# Municipio de Howard (Pensilvania)
El municipio de Howard (en inglés: Howard Township) es un municipio ubicado en el condado de Centre en el estado estadounidense de Pensilvania. En el año 2000 tenía una población de 924 habitantes y una densidad poblacional de 19.4 personas por km².

## Geografía
El municipio de Howard se encuentra ubicado en las coordenadas 41°01′00″N 77°39′59″O / 41.01667, -77.66639.

## Demografía
Según la Oficina del Censo en 2000 los ingresos medios por hogar en la localidad eran de $39,375 y los ingresos medios por familia eran de $43,068. Los hombres tenían unos ingresos medios de $31,522 frente a los $21,316 para las mujeres. La renta per cápita de la localidad era de $16,175. Alrededor del 5,5% de la población estaba por debajo del umbral de pobreza.